# Donetsk Scythians
I Donetsk Scythians sono una squadra di football americano di Donec'k, in Ucraina; fondati nel 1990 come Donetsk Zubri, sono stati ridenominati Donetsk Scythians nel 1991, per poi divenire Donetsk Varangians nel 2004. Nel 2010 sono tornati a chiamarsi Donetsk Scythians. Hanno vinto 1 campionato della Comunità degli Stati Indipendenti e 14 campionati ucraini.

## Dettaglio stagioni

### Tornei nazionali

#### Campionato

##### Campionato ucraino
| Stagione | regular season | regular season | regular season | regular season | regular season | regular season | playoff | playoff | playoff | playoff | playoff | playoff   | playoff          |
|          | Vin            | Par            | Per            | Tot            | PF             | PS             | Vin     | Per     | Tot     | PF      | PS      | risultato | avversaria       |
| -------- | -------------- | -------------- | -------------- | -------------- | -------------- | -------------- | ------- | ------- | ------- | ------- | ------- | --------- | ---------------- |
| 1999     | 7              | 1              | 0              | 8              | 147            | 16             | 1       | 0       | 1       | 22      | 20      | Campioni  | Kharkiv Atlantes |
| 2000     | 8              | 0              | 0              | 8              | 290            | 30             | 1       | 0       | 1       | 66      | 0       | Campioni  | Kiev Gepards     |
| 2001     | -              | -              | -              | -              | -              | -              | 1       | 0       | 1       | 21      | 14      | Campioni  | Kiev Slavs       |
| 2002     | -              | -              | -              | -              | -              | -              | 2       | 0       | 2       | 40      | 14      | Campioni  | Kiev Slavs       |
| 2003     | 1+?            | 0+?            | 0+?            | 2              | 50+?           | 0+?            | 1+?     | 0       | 1+?     | ?       | ?       | Campioni  | Kiev Slavs       |
| Totale   | 16+?           | 1+?            | 0+?            | 18             | 487+?          | 46+?           | 6+?     | 0+?     | 6+?     | 149+?   | 48+?    |           |                  |

Fonti: Enciclopedia del Football - A cura di Roberto Mezzetti

### Tornei locali

#### Black Bowl
| Stagione | regular season | regular season | regular season | regular season | regular season | regular season | playoff | playoff | playoff | playoff | playoff | playoff   | playoff    |
|          | Vin            | Par            | Per            | Tot            | PF             | PS             | Vin     | Per     | Tot     | PF      | PS      | risultato | avversaria |
| -------- | -------------- | -------------- | -------------- | -------------- | -------------- | -------------- | ------- | ------- | ------- | ------- | ------- | --------- | ---------- |
| 2018     | 4              | 0              | 2              | 6              | 133            | 82             | -       | -       | -       | -       | -       | -         | -          |
| Totale   | 4              | 0              | 2              | 6              | 133            | 82             | -       | -       | -       | -       | -       |           |            |

Fonti: Enciclopedia del Football - A cura di Roberto Mezzetti

#### Donbass Arena Bowl
| Stagione | regular season | regular season | regular season | regular season | regular season | regular season | playoff | playoff | playoff | playoff | playoff | playoff   | playoff      |
|          | Vin            | Par            | Per            | Tot            | PF             | PS             | Vin     | Per     | Tot     | PF      | PS      | risultato | avversaria   |
| -------- | -------------- | -------------- | -------------- | -------------- | -------------- | -------------- | ------- | ------- | ------- | ------- | ------- | --------- | ------------ |
| 2007     | 2              | 0              | 0              | 2              | 60             | 12             | -       | -       | -       | -       | -       | Campioni  | -            |
| 2008     | -              | -              | -              | -              | -              | -              | 2       | 0       | 2       | 54      | 14      | Campioni  | Kiev Knights |
| Totale   | 2              | 0              | 0              | 2              | 60             | 12             | 2       | 0       | 2       | 54      | 14      |           |              |

Fonti: Enciclopedia del Football - A cura di Roberto Mezzetti

### Riepilogo fasi finali disputate
| Anno            | Luogo | Evento             | Fase del torneo | Incontro                             | Risultato |
| 1999            |       | Campionato         | Finale          | Donetsk Scythians - Kharkiv Atlantes | 22 - 20   |
| 14 ottobre 2000 |       | Campionato         | Finale          | Donetsk Scythians - Kiev Gepards     | 66 - 0    |
| 15 luglio 2001  |       | Campionato         | Finale          | Donetsk Scythians - Kiev Slavs       | 21 - 14   |
| 19 ottobre 2002 |       | Campionato         | Finale          | Donetsk Scythians - Kiev Slavs       | 20 - 14   |
| 2003            |       | Campionato         | Finale          | Donetsk Scythians - Kiev Slavs       | v - p     |
| 1º marzo 2008   |       | Donbass Arena Bowl | Finale          | Donetsk Varangians - Kiev Knights    | 26 - 0    |

## Palmarès
- 1 Campionato CSI (1995)
- 14 Campionati ucraini (1994-2003, 2008, 2010-2012)
- 2 Donbass Arena Bowl (2007, 2008)